# 客车制造
客车制造包括巴士制造与客车制造两大类。早期的客车制造起源于马车，以及后来的卡车制造。现代的客车制造商包括底盘制造和车身制造，以及整车制造三类。

## 要考虑的基本原则
- 总重：荷载与非荷载情况下的车辆重量
- 刚性：试验通过的要求
- 尺寸：最大长度、宽度和高度